# خلخال حبيبي (فلم)
خلخال حبيبي هو فيلم مصري عرض عام 1960، بطولة نعيمة عاكف ورشدي أباظة وتحية كاريوكا ومحمود المليجي، ومن إخراج حسن رضا.

## قصة الفيلم
مقهى على الطريق يلتقي فيها سائقو السيارات وتديره حفيظة وتتزعم عصابة مع أدهم وسند وهنداوي، ابنتها بهية ترقص لرواد المقهى ويسعى أدهم للزواج منها لكنها تصده، يصل إلى المقهى الشاب الثري أحمد يقدم لبهية هديه خلخال، تحاول العصابة الاعتداء عليه، ويلقونه في النيل، تتوهم بهية أنها السبب في غرقة، يأتي محسن إلى المقهى الذي يستلفت نظر حفيظة، يهتم محسن ببهية. يكتشف أدهم أن محسن هو شقيق أحمد، فتقرر العصابة التخلص منه، يعود محسن لبلدته ولكن عطوة عامل الفندق يدل العصابة على مكانه، يدبرون لقتل محسن، فتسرع بهية لتحذره إلا أن أفراد العصابة يصلون له لكن يتم القبض عليهم لأن عطوة ما هو إلا من رجال البوليس ويلتئم شمل محسن وبهية.

## طاقم التمثيل
- نعيمة عاكف: (بهية)
- رشدي أباظة: (محسن / إبراهيم)
- تحية كاريوكا: (حفيظة)
- محمود المليجي: (أدهم)
- محمد توفيق: (سوستة/حسين عمر ضابط شرطة)
- توفيق الدقن: (عطوة صبي اللوكاندة/ضابط شرطة)
- صلاح سرحان: (أحمد)
- حسن حامد: (سند)
- سعيد خليل: (هنداوي)
- محمد أباظة: (ضابط شرطة)
- محمد رضا: (المحقق)
- عبد النبي محمد: (فلاح في الحقل)
- عبد الغني النجدي: (صاحب محل الأحذية)
- حسين إسماعيل: (تاجر المواشي)
- محمد شوقي: (الجواهرجي)
- منير الفنجري: (عليوة - صبي في المقهى)
- عبد المنعم إسماعيل: (العجلاتي)

## فريق العمل
- إخراج: حسن رضا
- قصة: أمين يوسف غراب
- سيناريو: حسن رضا، أمين يوسف غراب
- إنتاج: حلمي رفلة
- توزيع: دولار فيلم
- مونتاج: حسين عفيفي
- موسيقى تصويرية: فؤاد الظاهري
- مدير التصوير: كمال كريم
- تم التصوير في ستوديو مصر
- نم الطبع والتحميض في ستوديو مصر

## وصلات خارجية
- مقالات تستعمل روابط فنية بلا صلة مع ويكي بيانات